# ورزشگاه دگوو-برابانت
ورزشگاه دگوو-برابانت (به فرانسوی: Stade Degouve-Brabant) یک ورزشکاه فوتبال در فرانسه است که در آراس واقع شده‌است.